# Grammodes
Grammodes is een geslacht van vlinders van de familie spinneruilen (Erebidae), uit de onderfamilie Erebinae.

## Soorten
- G. afrocculta Berio, 1956
- G. arenosa Swinhoe, 1902
- G. bifasciata (Petagna, 1787)
- G. boisdeffrei Oberthür, 1876
- G. buchanani Rothschild, 1921
- G. congenita Walker, 1858
- G. congesta Berio, 1956
- G. cooma Swinhoe, 1900
- G. euclidioides Guenée, 1852
- G. exclusiva Pagenstecher, 1907
- G. geometrica (Fabricius, 1775)
- G. justa Walker, 1858
- G. latifera Walker, 1870
- G. marwitzi Gaede, 1914
- G. microgonia (Hampson, 1910)
- G. monodonta Berio, 1956
- G. netta Holland, 1897
- G. occulta Berio, 1956

- G. ocellata Tepper, 1890
- G. oculicola Walker, 1858
- G. odonota Turner, 1925
- G. paerambar Brandt, 1939
- G. palaestinensis Staudinger, 1897
- G. pulcherrima Lucas, 1892
- G. quaesita Swinhoe, 1901
- G. rogenhoferi Bohatsch, 1879
- G. samosira Kobes, 1985
- G. stolida (Fabricius, 1775)